# USS The Sullivans (DDG-68)
El USS The Sullivans (DDG-68), llamado así en honor a los hermanos Sullivan, es el 18.º destructor de la clase Arleigh Burke. Sirve en la Armada de los Estados Unidos desde 1997.

## Nombre
Su nombre USS The Sullivans honra a los hermanos Sullivan, caídos en el hundimiento del crucero USS Juneau de 1942. Este destructor es la segunda nave en llevar este nombre, siendo el primero el destructor de la clase Fletcher USS The Sullivans (DD-537).

## Construcción
Fue ordenado el 8 de agosto de 1992 al Bath Iron Works (Maine). Inició con la colocación de la quilla el 27 de julio de 1994. El casco fue botado el 8 de diciembre de 1995 y el buque completado entró en servicio el 19 de julio de 1997.

## Historial de servicio

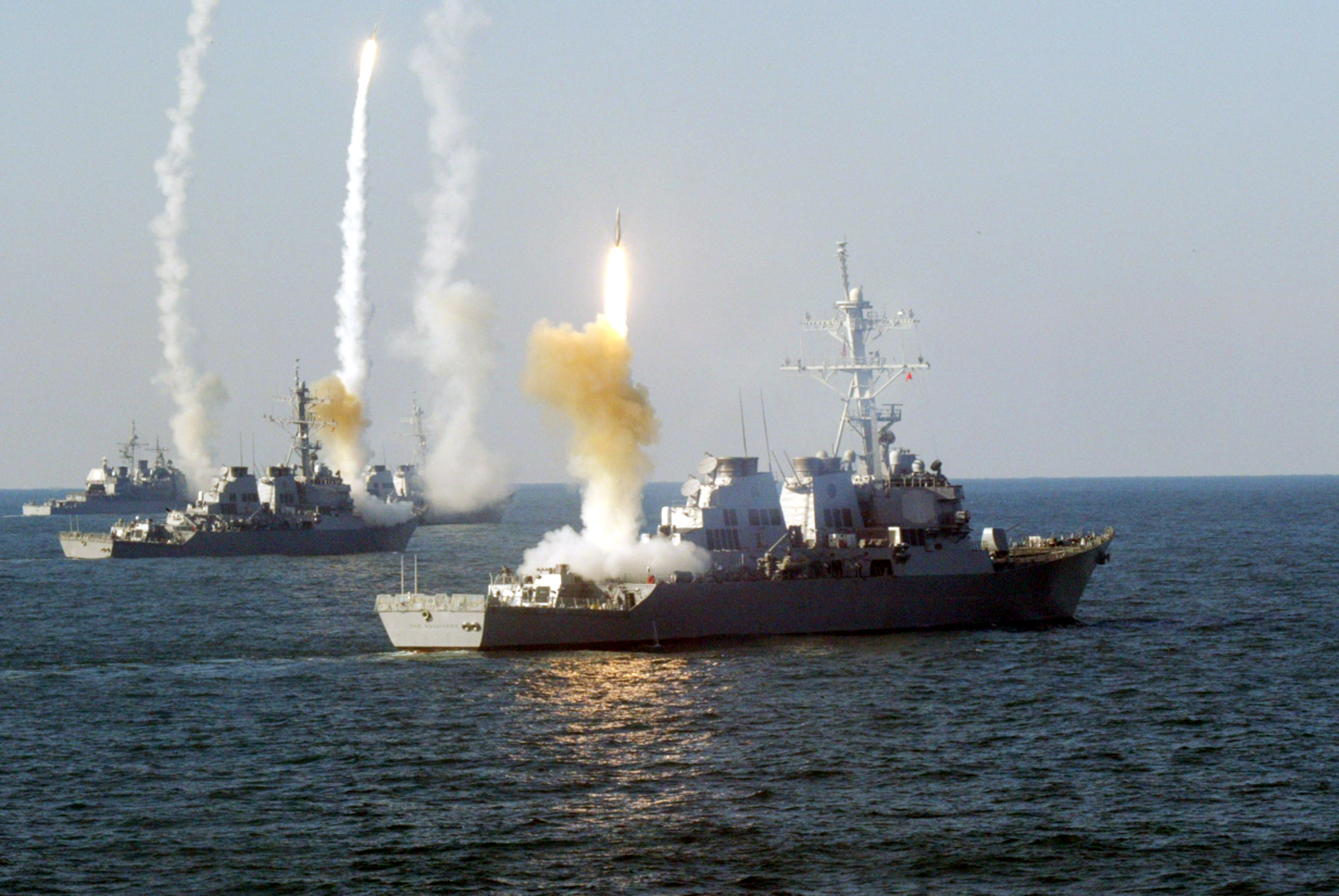
El USS The Sullivans (DDG-68) y otros buques estadounidenses disparando misiles, año 2003.

Está asignado en la Flota del Atlántico y su apostadero es la base naval de Mayport (Jacksonville, Miami).